# HMAS Warrego (1911)
HMAS Warrego – australijski niszczyciel z okresu I wojny światowej, jedna z sześciu jednostek typu River. Okręt został zwodowany 4 kwietnia 1911 roku w stoczni Cockatoo Island Dockyard w Sydney, a w skład Royal Australian Navy wszedł 1 czerwca 1912 roku. Jednostka, oznaczona znakami burtowymi 70 i H.A2, została wycofana ze służby w kwietniu 1928 roku, po czym zatopiona jako okręt-cel 22 lipca 1931 roku.

## Projekt i budowa
HMAS „Warrego” był jednym z sześciu bliźniaczych niszczycieli (oryginalnie klasyfikowanych jako torpedo-boat destroyers) typu River, zbudowanych według zmodyfikowanego projektu brytyjskich okrętów typu Acheron . Zbudowane dla Australii niszczyciele różniły się od swych brytyjskich braci dwoma pochylonymi kominami oraz słabszym uzbrojeniem .
„Warrego” zbudowany został w brytyjskiej stoczni Fairfield Shipbuilding and Engineering Company w Govan (numer stoczniowy 470) , po czym przewieziony w sekcjach do Australii i ponownie złożony w stoczni Cockatoo Island w Sydney . Stępkę okrętu położono 1 grudnia 1910 roku, zwodowany został 4 kwietnia 1911 roku, a całkowity czas budowy wyniósł 2 lata .

## Dane taktyczno-techniczne
„Warrego” był niewielkim niszczycielem o długości całkowitej 75 metrów, szerokości 7,8 metra i zanurzeniu 2,7 metra . Wyporność normalna wynosiła 778 ton, zaś pełna 990 ton . Siłownię okrętu stanowiły trzy zestawy turbin parowych systemu Parsonsa o łącznej mocy 13 500 KM, do których parę dostarczały trzy kotły Yarrow . Prędkość maksymalna napędzanego trzema śrubami okrętu wynosiła 27 węzłów. Okręt zabierał zapas 178 ton paliwa, co zapewniało zasięg wynoszący 2300 Mm przy prędkości 13 węzłów .
Na uzbrojenie artyleryjskie okrętu składało się pojedyncze działo kalibru 102 mm (4 cale) BL Mark VIII L/40 oraz trzy pojedyncze działa 12-funtowe kal. 76 mm (3 cale) QF Mark I L/40 . Uzbrojenie uzupełniały cztery karabiny maszynowe, w tym trzy Lewis. Broń torpedową stanowiły trzy pojedyncze wyrzutnie kal. 450 mm (18 cali) . 
Załoga okrętu składała się z 70 oficerów, podoficerów i marynarzy .

## Służba
Okręt został przyjęty w skład Royal Australian Navy 1 czerwca 1912 roku, otrzymując numer taktyczny 70. 11 września 1914 roku wraz z bliźniaczym niszczycielem „Yarra” „Warrego” wziął udział w osłonie desantu wojsk australijskich na wybrzeże Nowej Brytanii (ówcześnie części niemieckiej kolonii). Po zakończeniu I wojny światowej numer taktyczny jednostki zmieniono na H.A2. Niszczyciel wycofano ze służby 19 kwietnia 1928 roku, a we wrześniu 1929 roku rozpoczęto jego demontaż w stoczni Cockatoo Island w Sydney. Kadłub jednostki zatopiono jako okręt-cel nieopodal Cockatoo 22 lipca 1931 roku, a w późniejszym czasie wysadzono.